# Jouko Törmänen

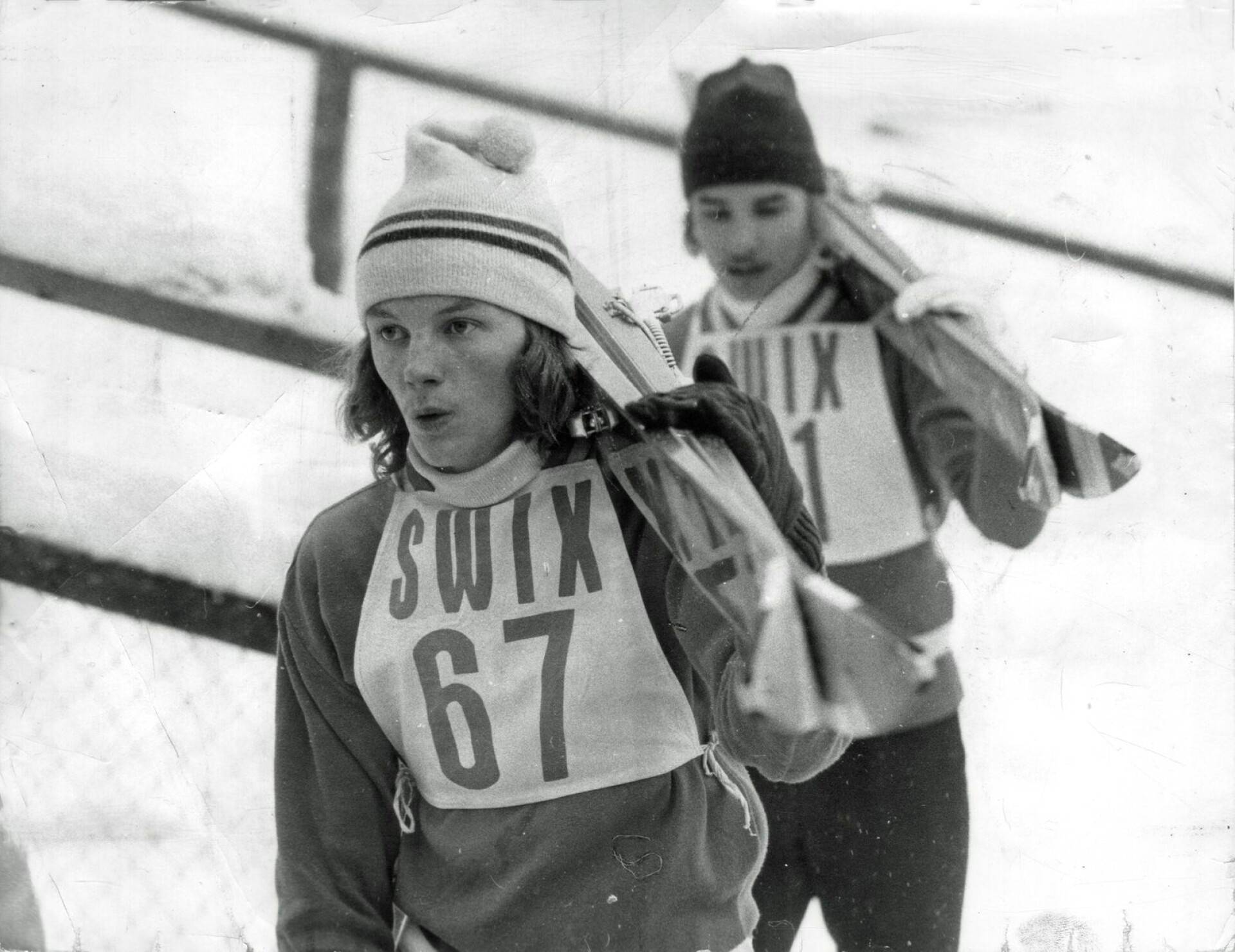
Jouko Törmänen

Jouko Törmänen (Rovaniemi, 10 april 1954 – aldaar, 3 januari 2015) was een Fins schansspringer.

## Biografie
Törmänen begon zijn carrière in 1968. Tussen 1972 en 1982 nam hij deel aan alle Vierschansentoernooien. Zijn beste klassering was een derde plaats in Innsbruck in 1978. In dat jaar behaalde hij ook zijn hoogste eindklassering, namelijk de 9de plaats. Op de Olympische Winterspelen 1980 behaalde hij een gouden medaille op het onderdeel grote schans.
Hij overleed in 2015 op 60-jarige leeftijd.
| Logo van de Olympische Spelen | Goud | Zilver | Brons | Logo van de Olympische Spelen |
|                               | 1    | 0      | 0     |                               |

1924: Jacob Tullin Thams ·
1928: Alf Andersen ·
1932: Birger Ruud ·
1936: Birger Ruud ·
1948: Petter Hugsted ·
1952: Arnfinn Bergmann ·
1956: Antti Hyvärinen ·
1960: Helmut Recknagel ·
1964: Toralf Engan ·
1968: Vladimir Belooesov ·
1972: Wojciech Fortuna ·
1976: Karl Schnabl ·
1980: Jouko Törmänen ·
1984: Matti Nykänen ·
1988: Matti Nykänen ·
1992: Toni Nieminen ·
1994: Jens Weißflog ·
1998: Kazuyoshi Funaki ·
2002: Simon Ammann ·
2006: Thomas Morgenstern ·
2010: Simon Ammann ·
2014: Kamil Stoch ·
2018: Kamil Stoch ·
2022: Marius Lindvik